# Ruptura soviético-albanesa

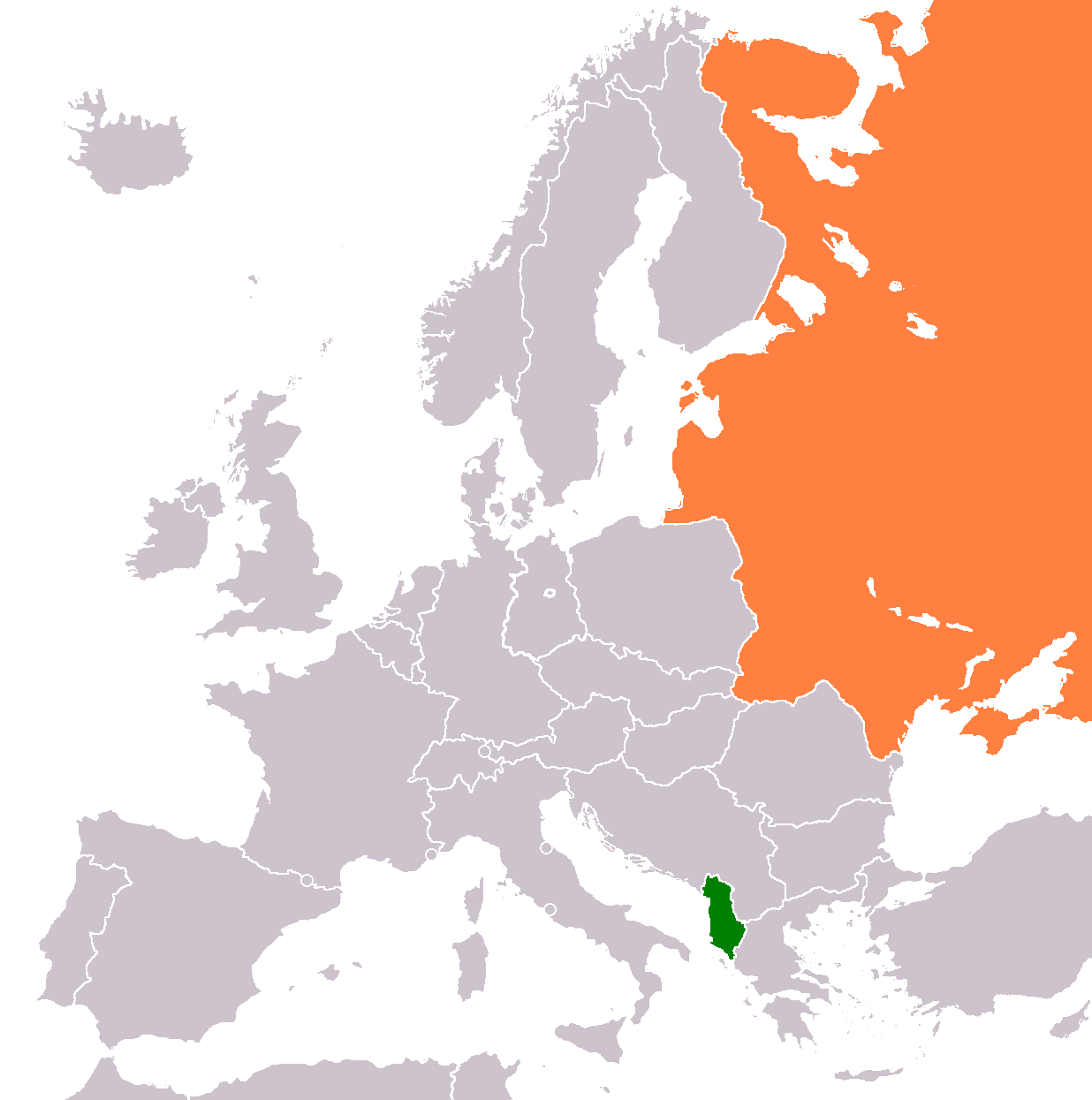
Um mapa mostrando a localização da Albânia e da União Soviética.

Ruptura soviético-albanesa refere-se ao agravamento das relações entre a União Soviética (URSS) e a República Popular da Albânia, que ocorreu no período de 1955 a 1961, como resultado da aproximação do líder soviético Nikita Khrushchev com a Iugoslávia, juntamente com o seu "Discurso Secreto" e as subsequentes políticas de desestalinização, incluindo esforços para estender essas políticas para a Albânia como estava ocorrendo em outros estados do Bloco Oriental na época. A liderança albanesa sob Enver Hoxha viu as políticas de Khrushchev como sendo contrárias à doutrina marxista-leninista e a sua denúncia a Joseph Stalin como um ato oportunista significativo para legitimar o revisionismo dentro do movimento comunista internacional. Ocorrendo dentro do contexto da grande ruptura entre a China e a União Soviética, a cisão soviético-albanesa culminou com a ruptura das relações em 1961.